# Renault R202
Chronologie des modèles (2002)
Renault RE60B Renault R23
La Renault R202 marque le retour après 17 ans d'absence de Renault en Formule 1 avec une écurie châssis/moteur, pour le championnat du monde 2002
La particularité de cette monoplace est son moteur, conçu par Jean-Jacques His, de dix cylindres avec une architecture en V ouvert à 110°, contre 90° environ pour les moteurs traditionnels. Cette particularité permet d'abaisser le barycentre de la voiture de cinq centimètres et d'améliorer l'aérodynamisme. Le moteur a été testé en 2001 sur la Benetton B201 et les nombreux problèmes rencontrés avaient convaincu les ingénieurs de Viry-Châtillon de revoir leur copie.

## Historique
La dernière participation de Renault en tant qu'écurie remontait à 1985, avec la Renault RE60B. Entretemps, la firme française a produit des moteurs qui ont permis de remporter onze titres de champion du monde avec Williams et Benetton (6 titres constructeurs et 5 titres pilotes). En 2000, Renault rachète l'écurie Benetton et se lance sous son nom propre en 2002.
Avec cette nouvelle monoplace, Renault parvient à accrocher la quatrième place du championnat des constructeurs mais la voiture ne donne pas entière satisfaction. Si son moteur est plus léger, plus compact et consomme moins que ses concurrents, sa puissance se révèle plus faible de 50 chevaux que les moteurs BMW Motorsport ou Ferrari. Il est, de plus, sujet à de nombreuses casses notamment à cause de vibrations. Le châssis est assez performant comme en témoigne la quatrième place de Jarno Trulli à Monza, au Grand Prix d'Italie.

## Résultats en championnat du monde de Formule 1
| Saison | Écurie                     | Moteur           | Pneus    | Pilotes       | Courses | Courses | Courses | Courses | Courses | Courses | Courses | Courses | Courses | Courses | Courses | Courses | Courses | Courses | Courses | Courses | Courses | Points inscrits | Classement |
| Saison | Écurie                     | Moteur           | Pneus    | Pilotes       | 1       | 2       | 3       | 4       | 5       | 6       | 7       | 8       | 9       | 10      | 11      | 12      | 13      | 14      | 15      | 16      | 17      | Points inscrits | Classement |
| ------ | -------------------------- | ---------------- | -------- | ------------- | ------- | ------- | ------- | ------- | ------- | ------- | ------- | ------- | ------- | ------- | ------- | ------- | ------- | ------- | ------- | ------- | ------- | --------------- | ---------- |
| 2002   | Mild Seven Renault F1 Team | Renault RS22 V10 | Michelin |               | AUS     | MAL     | BRÉ     | SMR     | ESP     | AUT     | MON     | CAN     | EUR     | GBR     | FRA     | ALL     | HON     | BEL     | ITA     | USA     | JAP     | 23              | 4e         |
| 2002   | Mild Seven Renault F1 Team | Renault RS22 V10 | Michelin | Jarno Trulli  | Abd     | Abd     | Abd     | 9e      | 10e     | Abd     | 4e      | 6e      | 8e      | Abd     | Abd     | Abd     | 8e      | Abd     | 4e      | 5e      | Abd     | 23              | 4e         |
| 2002   | Mild Seven Renault F1 Team | Renault RS22 V10 | Michelin | Jenson Button | Abd     | 4e      | 4e      | 5e      | 12e     | 7e      | Abd     | 15e     | 5e      | 12e     | 6e      | Abd     | Abd     | Abd     | 5e      | 8e      | 6e      | 23              | 4e         |

Légende : ici 